# Salpa gerlachei
Salpa gerlachei är en ryggsträngsdjursart som beskrevs av Foxton 1961. Salpa gerlachei ingår i släktet Salpa och familjen bandsalper.
Artens utbredningsområde är Södra Ishavet. Inga underarter finns listade i Catalogue of Life.